# Anthomastus zealandicus
Anthomastus zealandicus is een zachte koraalsoort uit de familie Alcyoniidae. De koraalsoort komt uit het geslacht Anthomastus. Anthomastus zealandicus werd in 1928 voor het eerst wetenschappelijk beschreven door Benham. 